# Hans von Geismar
Hans von Geismar (* um 1450/60 evtl. in Northeim; † 1501 oder 1502 in Göttingen) war ein deutscher Maler der Dürer-Zeit (Renaissance).

## Leben
Seine Herkunft aus einem Dorf bei (heute Stadtteil von) Göttingen legen Zahlungsbelege in Hannoversch-Münden (1489, 1490) und ein Eintrag in das Steuerregister von Göttingen (1493) nahe, wie auch die Stilart seiner Malerei.

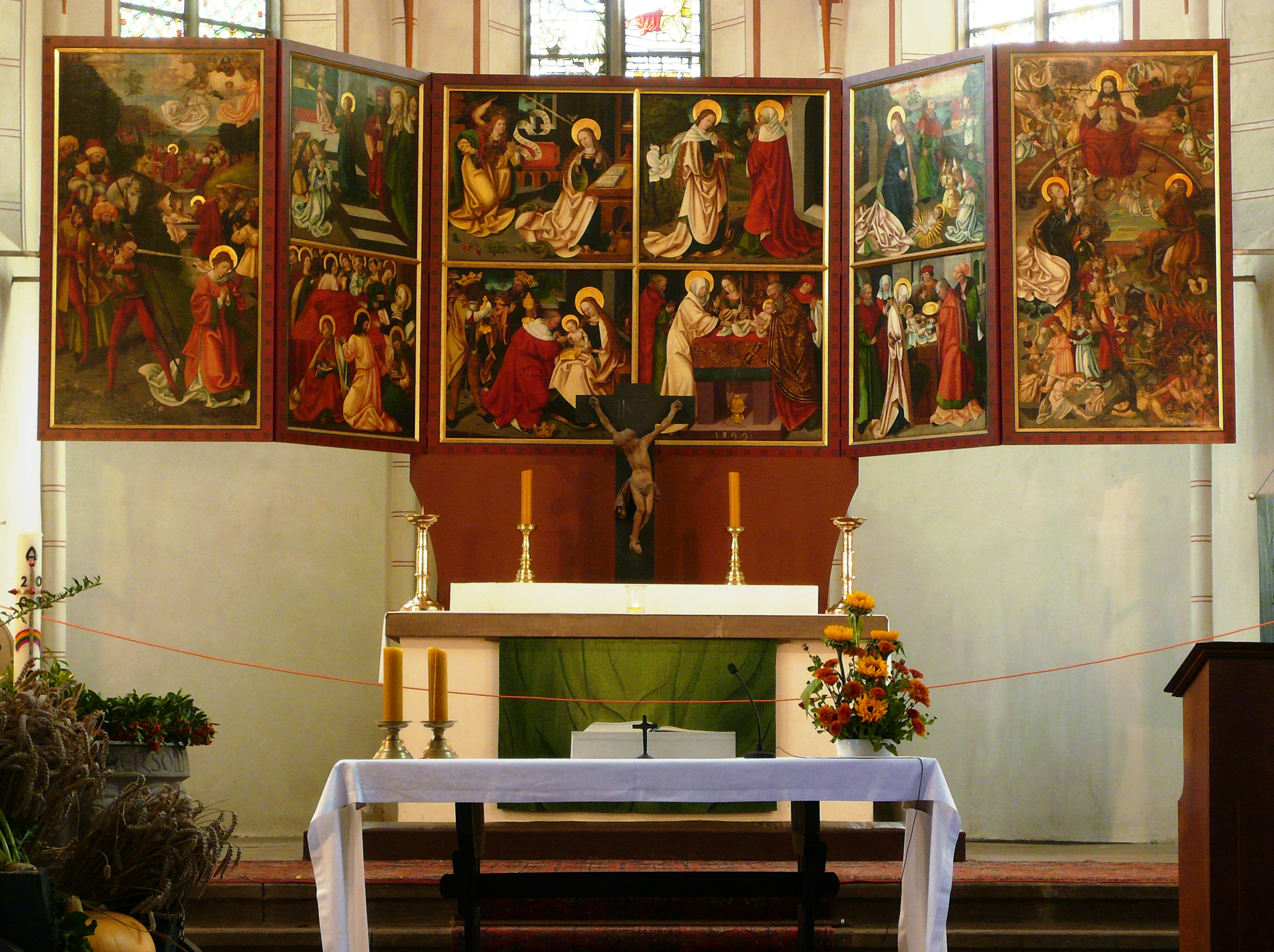
Marienaltar der Albanikirche Göttingen

## Werk
Die Tafeln eines Altars in der Göttinger Kirche St. Albani von 1499 sind der einzige Werkkomplex, dessen Authentizität belegt ist. Sie zeigen acht Szenen aus dem Leben der Jungfrau Maria, außerdem das Martyrium des hl. Alban und das Jüngste Gericht auf den Außenflügeln. Diese Arbeit steht im Kontext zu dem gleichzeitig für die Göttinger Paulinerkirche entstandenen Passionsaltar des Hans Raphon, heute als Hauptwerk deutscher Spätgotik in der Nationalgalerie Prag ausgestellt.